# Huangshaling (sockenhuvudort i Kina, Jiangxi Sheng, lat 28,24, long 117,95)
Huangshaling (kinesiska: 黄沙岭) är en sockenhuvudort i Kina. Den ligger i provinsen Jiangxi, i den sydöstra delen av landet, omkring 210 kilometer öster om provinshuvudstaden Nanchang. Antalet invånare är 20 742. Befolkningen består av 10 267 kvinnor och 10 475 män. Barn under 15 år utgör 26,0 %, vuxna 15-64 år 66 %, och äldre över 65 år 6,0 %.
Runt Huangshaling är det ganska tätbefolkat, med 239 invånare per kvadratkilometer. Närmaste större samhälle är Yongping, 17,4 km väster om Huangshaling. I omgivningarna runt Huangshaling växer i huvudsak blandskog.
Genomsnittlig årsnederbörd är 2 682 millimeter. Den regnigaste månaden är juni, med i genomsnitt 514 mm nederbörd, och den torraste är oktober, med 39 mm nederbörd.